# ボストン大学スクール・オブ・ロー
ボストン大学スクール・オブ・ロー（Boston University School of Law）は、ボストン大学の法科大学院。1872年設立。略称はBUロー（BU Law）。

## 概要
1872年創立。J.D.（法務博士、Juris Doctor）、LL.M.（法学修士、Master of Laws）の各学位を取得できる。3年コースのJ.D.の学生は、1学年あたり220人程度である。ボストン大学ロースクールは『USニューズ&ワールド・レポート』のロースクールランキングでは、J.Dは、20位にランクされており、また、LL.M.は、『AUAP LL.M Rankings』 の2012 Rankings of American LL.M/Master of Lawによれば7位である。

## 著名な卒業生
- 菊池武夫 (法律家)（中央大学初代学長）